# Romsarvsviken
Romsarvsviken är en vik av sjön Hosjön vid Hosjö i Faluns ytterkant. Viken, som är den lilla sjöns djupaste och enda namngivna, sträcker sig söderut på den östra sidan av Lilla Näs udde, in mellan Backberget och bebyggelsestråket mellan Åsbo och Hosjöholmen. Där övergår den i sankmark.